# 寵物墳場
《禁入墳場》（英語：Pet Sematary，中國大陸譯為《寵物公墓》）是美國小說家史蒂芬·金（Stephen King）於1983年所寫的長篇恐怖小說。該小說於1989年改編成同名電影，而第二次改編電影於2019年4月上映。

## 故事內容
路易斯因工作關係與妻子瑞秋及五歲的女兒艾琳、剛出生不久的蓋吉搬到緬因州的綠洛鎮居住，此外還帶了一隻小貓咪邱吉。他們居住的房子前有一條繁忙的公路，卡車、貨車等大型車輛經常高速的行駛。
他們第一天便認識了住在公路對面的和善鄰居賈德森和他的妻子諾瑪。在見面幾天後，賈德森帶著一家人去了綠洛鎮的古老遺跡 ── 寵物墳場。
因為寵物墳場的關係使得女兒艾琳從貓咪邱吉的死聯想到父母和自己的死，從而恐懼害怕的大哭，間接導致了路易斯和瑞秋對於如何教導孩子面對死亡的激烈爭吵。
在大學醫務室工作的路易斯，某天在校園內遇到一起嚴重受傷致死事件，受傷的維克多帕斯考被送進醫務室後，向路易斯念出寵物墳場四個字。在這之後，帕斯考的亡靈在路易斯的夢中出現，警告他不可跨越寵物墳場後方的樹塚，並告訴路易斯，他和他的家人滅亡之日即將到來。
聖誕節前，瑞秋帶了子女回娘家，路易斯因為和瑞秋父母在多年前的劇烈爭執和長年不合，於是留下和他們養的貓邱吉看家，而鄰居賈德森在晚上來到路易斯的住處，告訴他邱吉被經過公路的大貨車輾死，並把自己曾經將自家的狗埋葬在墳場的故事講述給路易斯。路易斯因為瑞秋與艾琳先前歇斯底里的反應與爭吵而打算隱瞞邱吉死亡的真相，跟著賈德森跨越了寵物墳場的樹塚，抵達寵物墳場的附屬葬場 ── 米克馬克古葬場埋葬邱吉。翌日，邱吉回到家中，只不過個性大變且神態變異，動作僵硬，而且渾身屍臭。
啾吉復活後，賈德森才向路易斯坦承，復活後的生物不會和以前一樣，它們可能會變的痴呆，性情大變，或是變壞。他也告訴路易斯，自己好像被墳場的魔力控制而告訴路易斯去埋葬邱吉。
根據賈德森描述的傳說故事，墳場能夠使生物復活的能力來自一種怪物：溫迪哥。溫迪哥在北方傳說故事中扮演惡靈的角色，在冬天饑荒發生時觸碰米克馬克族人，使他們有吃掉自己族人的胃口與慾望。據信是它對這片葬場下了詛咒，導致生物復活的現象。
二月，賈德森的妻子諾瑪因突發腦溢血死亡，瑞秋不願出席喪禮。因此事路易斯與艾琳又一次進行了和死亡有關的談話，瑞秋也終於向路易斯坦承自已如此害怕死亡的原因。
自己的姊姊賽爾妲因為脊髓炎死亡，在死前的歲月過得十分痛苦、背部扭曲而疼痛。家人因為她的外貌和病症也把她視為一個骯髒的秘密，瑞秋也十分討厭和害怕賽爾妲。在賽爾妲死去時只有瑞秋一人在家，親眼目睹了她的死。從此之後，她非常懼怕賽爾妲的怨魂挾怨報復。(綠野仙蹤裡的偉大而恐怖的歐茲魔法師曾是賽爾妲最喜歡的圖畫，因此在她死亡後，偉大而恐怖的歐茲魔法師成為了本書中死亡的象徵。)
過了半年，路易斯的兒子蓋吉在與路易斯和瑞秋玩耍時，跑到公路上被失速行駛的貨車輾死。路易斯和瑞秋悲痛萬分，在葬禮中路易斯和瑞秋的父親再次爆發衝突。
賈德森在事發後幾週告訴了路易斯更多的故事，墳場的魔力除了使寵物或人因意外死亡，更使親人對死者的執念與懷想升高到痛苦的地步，誘惑親人將死去的家人埋葬至米克馬克古葬場。而復活後的人都被溫迪哥控制，回來後不是對著親人或朋友講出挑起他們內心恐懼的話，就是將他們殺死。
賈德森也告訴路易斯鎮上的鎮民曾經試圖埋葬死人，復活回來的卻是變壞了的人。他們會講其他人的壞話與秘密，挑起他們心中的恐懼，只懷有純粹的惡意 ── 而會這樣很可能是遭到了溫迪哥的控制。因此再三囑咐路易斯不可動起將蓋吉埋葬至米克馬克古葬場的念頭。
接著，賈德森自述自己可能遭到了溫迪哥的控制，使自己帶著路易斯認識了墳場的魔力，而溫迪哥又控制了貨車司機，促成了蓋吉的死，最後達成引誘路易斯將蓋吉埋葬至墳場復活的目的。
路易斯抵不住逝子之痛，以撫慰喪子之痛暫時離開傷心地為由誘騙瑞秋與艾琳返回位於芝加哥的娘家，接著將蓋吉的屍體從公墓中挖出後，偷偷葬在米克馬克古葬場，在前往葬場途中遇到了溫迪哥。而艾琳則夢見帕斯考在夢境中不斷告訴她，父親即將犯下恐怖的錯誤。瑞秋得知消息後和賈德森聯絡，準備返回緬因州。
賈德森聽到路易斯沒有一起返回芝加哥、以及轉述的艾琳夢境後，告訴瑞秋自己有辦法處理一切，若她堅持回來則馬上到賈德森家中找他。他知道路易斯不顧勸告堅持要復活蓋吉，因此在自家守望，打算等路易斯從公墓返回後阻止他，卻遭到一股邪惡之音在腦中出聲威脅，並使他在路易斯返家前便沉沉睡去。
從葬場返回家中後，路易斯開始計畫若是蓋吉只是和啾吉一樣個性改變、動作與思考遲緩，他就帶著蓋吉與瑞秋和艾琳改名換姓離開緬因州前往佛羅里達。如果蓋吉和賈德森所說的故事中的死人一樣變壞了，他就把它殺死，重新葬回公墓。
路易斯在家中因傷與疲累昏倒，而蓋吉當晚就復活回家，但早已被溫迪哥的部分魂魄附體控制。溫迪哥在先前便引誘著遠在芝加哥的瑞秋，使她因為焦慮與恐懼回到了綠洛鎮，進入賈德森家中。披著蓋吉外殼的溫迪哥魂魄回到綠洛鎮後以賈德森已逝之妻的聲音惡毒的挑釁賈德森，在他中計後將賈德森殺死，而後一步進來的瑞秋也被變成了賽爾妲和蓋吉引誘她的溫迪哥殺害。
路易斯甦醒後帶著裝了毒藥的針筒循蓋吉的腳印趕往賈德森家中，看到了邱吉在前院對自己不懷好意的嘶叫。殺死了邱吉與遭到溫迪哥控制的蓋吉軀殼後，心智崩潰的他又不惜一切的在趕來確認情況的同事史提夫的眼下將愛妻葬在米克馬克古葬場，接著放火燒掉賈德森的家後回到自己的住處。瑞秋復活後，當晚便重新返回家中。

## 改編作品
- （1989）
- 《禁入墳場2（英语：Pet Sematary Two）》（1992）
- （2019）
- 《禁入墳場：血脈（英语：Pet Sematary: Bloodlines）》（2023）